# Río Ciurana
El río Ciurana (oficialmente riu Siurana) es un afluente por la izquierda del Ebro. Nace en las Montañas de Prades, alimenta el embalse de Ciurana en el término de Cornudella y atraviesa El Priorato hasta desembocar en el Ebro a la altura de la población de García.

## Poblaciones
- Poboleda
- Torroja
- Gratallops
- Bellmunt del Priorato
- García

## Principales afluentes

Mapa de la cuenca del Ciurana

- Barranco de la Foradada
- Río del Gorg
- Riachuelo de la Gritella
- Río de Arbolí
- Río de Cortiella
- Río de Montsant